# Спортски центар Жути змај
Спортски центар Жути змај је вишенаменски стадион, који се налази у Хангџоу, Џеђанг (Кина. Капацитет 52.672 места за седење. Хуанглонг на кинеском значи „жути змај”. Овај стадион је домаћи стадион фудбалског клуба „Џеђанг професионалци”.
Спортски центар, изграђен између 1997. и 2003. године, обухвата фудбалски стадион са стазом за трчање, затворену арену, терен за вежбање на отвореном, спортски хотел, прес центар и друге садржаје за спортове као што су ритмичка гимнастика, тенис, роњење и шах.
Стадион је једно од главних спортских терена у Хангџоу, заједно са стадионом за културу и спорт округа Ђанган са капацитетом од 14.000 и стадионом Хангџоу спортс парк са капацитетом од 80.000 посетилаца.
Стадион Жути змај или Стадион Хуанлонг је фудбалски стадион на отвореном и главна део „Спортског центра Жути змај”. Објекат прима 51.000 људи и завршен је 2000. године. Користи га локални фудбалски тим и био је једно од места одржавања ФИФА Светског првенства за жене 2007. одржаног у септембру 2007, за утакмице групне фазе и полуфинале где су играли репрезентације Бразила и САД. ФИФА га је назвала Змајев стадион Хангџоу.
Конструкција стадиона је кружног облика и има делимичан кров који покрива делове места за седење, а који су подржани од два двострука висећа торња на супротним крајевима стадиона.

## Арена Жути змај
Арена Жути змај или Хуанлонг арена је затворена арена за 8.000 људи, која је званично пуштена у рад 21. септембра 2003. Изграђена је по цени од 160 милиона РМБ (отприлике 19 милиона америчких долара). Арена може да опслужује такмичења као што су уметничко клизање и хокеј на леду, као и разне спортове у затвореном. Такође се може користити за музичке концерте.
Арена се налази се поред стадиона у правцу североистока. Ово су првобитно осмислили совјетски стручњаци 1950-их, а одобрио га је каснији тадашњи премијер Џоу Енлај. Када је Џоу Енлај посетио Хангџоу почетком 1970-их, поновио је овај план локалним званичницима.

## Важнији догађаји
Ирски вокални поп бенд Вестлајф одржао је 24. фебруара 2012. концерт за „Грејтест хитс тур” подржавајући свој албум Грејтест хитс.
Џокер Сјуе кинески певач и текстописац - Турнеја Скајскрејпер - 8. септембра 2018,  користио је стадион као део своје светске турнеје.